# Cristià II de Dinamarca
Cristià II de Dinamarca   (Nyborg, 1 de juliol de 1481 - Kalundborg, 25 de gener de 1559 (Gregorià)) va ser rei de Dinamarca i Noruega entre 1513 i 1523, i de Suècia entre 1520 i 1521 per la Unió de Kalmar.
Era fill del rei Joan I de Dinamarca, va ser el darrer monarca de la Unió que aplegava els tres regnes nòrdics. El 1520 va anneixionar Suècia fins que el 1523 va ser destronat per son oncle Frederic I. A Suècia se'l recorda amb el malnom de Cristià el Tirà.
Es va casar amb Isabel d'Àustria, filla de Felip el Bell i Joana I de Castella. Pel seu casament fou cunyat de Carles V del Sacre Imperi Romanogermànic, Ferran I del Sacre Imperi Romanogermànic, Lluís II d'Hongria i Joan III de Portugal. La parella va tenir sis fills. Només tres van sobreviure els anys primerencs:
- Joan, príncep de Dinamarca (1518-1532).
- Dorotea d'Oldemburg (1520-1580), es casà el 1534 amb el duc palatí Frederic II.
- Cristina de Dinamarca (1521-1590), es va casar el 1534 amb el comte Francesc II Sforza de Milà, i el 1541 amb el comte Francesc I de Lorena.